# Fonyód
Fonyód is een plaats (város) en gemeente in het Hongaarse comitaat Somogy. Fonyód telt 5296 inwoners (2002).